# Vlny
Vlny (Engels: Waves) is een Tsjechisch-Slowaakse historische dramafilm uit 2024, geschreven en geregisseerd door Jiří Mádl. De hoofdrol wordt vertolkt door Vojtěch Vodochodský.

## Verhaal
De film speelt zich af in 1968 tijdens de Praagse Lente en de daaropvolgende inval van het Warschaupact in Tsjecho-Slowakije. De jonge Tomáš komt op de redactie van "International Life" van de Tsjechoslowaakse radio terecht, dat onder leiding staat van Milan Weiner, een journalistiek icoon. Hij komt er een beetje per ongeluk terecht want het werk op de redactie was de droom van zijn jongere broer Pavel en Tomáš's grootste zorg is om zijn broer te beschermen. Hij weet niet dat de lokale redacteuren in de gaten worden gehouden door de Staatsveiligheid (StB). Tomáš wordt gedwongen om een samenwerkingsovereenkomst met de StB te tekenen als hij zijn broer wil beschermen die samen met zijn klasgenoten deelneemt aan illegale activiteiten. Wanneer het Warschaupact Tsjecho-Slowakije binnenvalt, weigert hij samen te werken met de bezetters en helpt hij journalisten om ongecensureerde informatie over de invasie van de troepen van het Warschaupact uit te zenden en op te roepen tot passief verzet tegen de bezetters op risico van zijn eigen leven.

## Rolverdeling
| Acteur              | Personage          |
| ------------------- | ------------------ |
| Vojtěch Vodochodský | Tomáš Havlík       |
| Tatiana Pauhofová   | Věra Šťovíčková    |
| Vojtěch Kotek       | Jiří Dienstbier    |
| Marika Šoposká      | secretaris Jarunka |
| Matyáš Řezníček     | Karel Jezdinský    |
| Petr Lněnička       | Jan Petránek       |
| Stanislav Majer     | Milan Weiner       |
| Daniel Tůma         | Karásek            |
| Tomáš Weber         | Holenda            |
| Ondřej Stupka       | Pavel Havlik       |
| Martin Hofmann      | Luboš Dobrovský    |

## Productie
Vlny werd geregisseerd door Jiří Mádl, die ook het scenario schreef. De film is een Tsjechisch-Slowaakse coproductie, geproduceerd door Dawson Films in coproductie met Wandal Production. Urban Sales verzorgt de internationale distributierechten. Het budget van de film was ongeveer 80 miljoen CZK. Mádl gebruikte historisch filmmateriaal voor Waves en combineerde het met scènes die voor de film waren opgenomen. Hij werd voor deze aanpak geïnspireerd door Peter Jacksons nabewerkte documentairefilm They Shall Not Grow Old. De regisseur is al sinds zijn kindertijd gefascineerd door radio en de film is een eerbetoon aan het werk van redacteuren bij de Tsjechoslowaakse radio. Mádl baseerde de film op de herinneringen van hedendaagse getuigen, waaronder de journalisten Jan Petránek en Věra Štovíčková, van wie hij dingen leerde die niet in schoolboeken te vinden zijn. Eind jaren zestig werkten beiden in het redactieteam van “International Life”, waar ook Karel Jezdínský, Dobrovský en Dienstbier destijds voor werkten. De filmmuziek werd gecomponeerd door de Brit Simon Goff.

## Release en ontvangst
Vlny ging op 1 juli 2024 in première op het Internationaal filmfestival van Karlsbad. De film werd geselecteerd als Tsjechische inzending voor de beste internationale film voor de 97ste Oscaruitreiking en kwam in december 2024 op de shortlist maar werd niet genomineerd. Vlny werd genomineerd voor 14 Tsjechische Leeuw-prijzen, de belangrijkste Tsjechische filmprijzen.

### Kassaopbrengsten
Vlny kwam op 15 augustus 2024 in de bioscopen uit en werd de film met de hoogste opbrengst in 2024 in Tsjechië, en de op een na best bezochte Tsjechische film aller tijden, na Ženy v běhu (Woman on the Run) uit 2019.

## Prijzen en nominaties
De belangrijkste:
| Jaar | Prijs                                    | Categorie                 | Genomineerde(n)            | Uitslag       |
| ---- | ---------------------------------------- | ------------------------- | -------------------------- | ------------- |
| 2025 | Tsjechische Leeuw                        | Beste film                | Beste film                 | In afwachting |
| 2025 | Tsjechische Leeuw                        | Beste regisseur           | Jiří Mádl                  | In afwachting |
| 2025 | Tsjechische Leeuw                        | Beste mannelijke hoofdrol | Vojtěch Vodochodský        | In afwachting |
| 2025 | Tsjechische Leeuw                        | Beste mannelijke bijrol   | Stanislav Majer            | In afwachting |
| 2025 | Tsjechische Leeuw                        | Beste mannelijke bijrol   | Martin Hoffmann            | In afwachting |
| 2025 | Tsjechische Leeuw                        | Beste vrouwelijke bijrol  | Tatiana Pauhofová          | In afwachting |
| 2025 | Tsjechische Leeuw                        | Beste scenario            | Jiří Mádl                  | In afwachting |
| 2025 | Tsjechische Leeuw                        | Beste montage             | Filip Malásek              | In afwachting |
| 2025 | Tsjechische Leeuw                        | Beste cinematografie      | Martin Žiaran              | In afwachting |
| 2025 | Tsjechische Leeuw                        | Beste filmset             | Filip Malásek              | In afwachting |
| 2025 | Tsjechische Leeuw                        | Beste makeup en haar      | Adéla Anděla Bursová       | In afwachting |
| 2025 | Tsjechische Leeuw                        | Beste kostuumontwerp      | Katarína Štrbová Bieliková | In afwachting |
| 2025 | Tsjechische Leeuw                        | Beste geluid              | Viktor Ekrt                | In afwachting |
| 2025 | Tsjechische Leeuw                        | Beste muziek              | Simon Goff                 | In afwachting |
| 2025 | Tsjechische Leeuw                        | Publieksprijs             | Publieksprijs              | Gewonnen      |
| 2025 | Satellite Awards                         | Beste internationale film | Beste internationale film  | Gewonnen      |
| 2024 | Internationaal filmfestival van Karlsbad | Právo-publieksprijs       | Jiří Mádl                  | Gewonnen      |